# Tour de France de 1997
O Tour de France 1997 foi a 84º Volta a França, teve início no dia 5 de Julho e concluiu-se em 27 de Julho de 1997.

## Resultados

### Classificação geral
| Class. | Nome                 | País      | Equipa        | Tempo        |
| ------ | -------------------- | --------- | ------------- | ------------ |
| 1      | Jan Ullrich          | Alemanha  | Telekom       | 100h 30' 35" |
| 2      | Richard Virenque     | França    | Festina       | 9' 09"       |
| 3      | Marco Pantani        | Itália    | Mercatone-Uno | 14' 03"      |
| 4      | Ábraham Olano        | Espanha   | Banesto       | 15' 55"      |
| 5      | Fernando Escartín    | Espanha   | Kelme         | 20' 32"      |
| 6      | Francesco Casagrande | Itália    | Saeco         | 22' 47"      |
| 7      | Bjarne Riis          | Dinamarca | Telekom       | 26' 34"      |
| 8      | José Maria Jímenez   | Espanha   | Banesto       | 31' 13"      |
| 9      | Laurent Dufaux       | Suíça     | Festina       | 31' 55"      |
| 10     | Roberto Conti        | Itália    | Mercatone-Uno | 32' 26"      |